# Дедушка Мазай и зайцы (мультфильм)
«Дедушка Мазай и зайцы» — советский мультипликационный фильм, созданный на Свердловской киностудии в 1980 году.
Снят по мотивам одноимённого стихотворения Н. А. Некрасова.

## Сюжет
Сказка о деде Мазае, который живёт в утопающей в зелени деревне. Он вдов, бездетен, имеет лишь внука. Жалко Мазаю, что дичи мало в лесу, потому что и стреляют её, и силками ловят. И сокрушается он, что нет у людей совести — таких беззащитных зверушек убивают. Как-то раз он за дровами в лодке поехал, а вода всё прибывает и прибывает, и бедные зайцы кто вплавь пытается до берега добраться, кто на древесном стволе по воле волн плывет… Мазай пожалел зайчат и помог им спастись: одних в лодку свою посадил; других, зацепив багром бревнышко, на котором они приютились, на нем же и вывез на сухое место. Там длинноухие разбежались — кто в рощу, а кто в густые кусты.

Этого случая дед Мазай не забыл и не раз рассказывал о нём во время привалов на охоте.

## Критика и анализ
В мультфильме по сравнению с оригинальным текстом есть важное сокращение, а именно: в мультфильме не упоминается, что Мазай — это охотник. Также нет зловещего напутствия зайцам.
В то же время в мультфильме дедушка показан более заботливым, добавлены эпизоды, отсутствующие в стихотворении: главный герой кормит зайцев зимней морковью и спасает ежа во время паводка.
Таким образом, советский мультфильм является более упрощённым и педагогически направленным по сравнению со стихотворением Некрасова.

## Создатели
- автор сценария — Александр Розин
- режиссёр-постановщик — Галина Тургенева
- оператор — Валентин Баженов
- художник — Николай Павлов
- кукловоды: Валентин Баженов, Татьяна Мухлынина
- художники по куклам: Наталия Субботина, Нелли Малюкова
- куклы и декорации Юрия Ушакова, Владимира Серебрянникова
- ассистент оператора — А. Севостьянов
- ассистент художника — Е. Павлова
- музыкальное оформление — Елена Черницкая
- текст читает Евгений Лебедев
- звукооператор — Р. Шумелов
- монтаж Т. Протопоповой
- редактор — Ирина Дуйкова
- директор — Фёдор Антонов

## Видеоиздания
В России и СНГ в 2000-е годы выпускался на DVD в одноимённом сборнике мультфильмов Свердловской киностудии, распространитель — компания «Крупный план» со звуком Hi-Fi Stereo и в системе PAL.